# Georges Finet
Georges Finet (ur. 6 września 1898 w Lyonie, zm. 14 kwietnia 1990) – francuski kapłan i rekolekcjonista. Ojciec duchowy Marty Robin i założyciel Ognisk Światła i Miłości.

## Młodość i studia
Pochodził z bogatej rodziny lyońskiej. W dzieciństwie uczęszczał do szkoły kartuzów, a w 1915 roku wstąpił do Seminarium Francuskiego w Rzymie. W czasie I wojny światowej został zmobilizowany do wojska, aby po trzech latach znów powrócić do seminarium kontynuując tym samym studia filozoficzne a następnie teologiczne. Święcenia kapłańskie przyjął 8 lipca 1923 roku.

## Posługa duszpasterska
Po święceniach pracował jako wikariusz w Oullins i w katedrze w Lyonie. W 1934 roku został mianowany wicedyrektorem niepaństwowego nauczania w diecezji lyońskiej, obejmując pieczę nad ponad 800 szkołami prywatnymi w diecezjach Loire i Rhône. W latach 1930–1939 działał jako rekolekcjonista, głosząc rekolekcje o Maryi w duchu rozważań św. Ludwika Marii Grigniona de Montfort.

## Ogniska Światła i Miłości
10 lutego 1936 roku wraz z Martą Robin założył pierwszą wspólnotę osób świeckich oraz duchownych, nazwaną Ogniskiem Światła i Miłości. Obecnie istnieje 78 Ognisk na całym świecie. Skupiają 970 członków. W Polsce znajdują się dwie takie wspólnoty – w Kaliszanach i Olszy.

## Wykorzystywania seksualne nieletnich
We wrześniu 2019 roku, po pojawieniu się informacji o wykorzystywaniu nieletnich podopiecznych Ognisk Miłości, moderator generalny Ognisk powołał komisję w celu zbadania działalności Fineta. 7 maja 2020 roku komisja opracowała raport z którego wynika, że Finet podczas spowiedzi dopuścił się obmacywania oraz natrętnych pytań dotyczących seksualności wobec dwudziestu sześciu dziewczyn w wieku od dziesięciu do czternastu lat.